# کارا (برزیل)
کارا (به پرتغالی: Caraá) یک منطقهٔ مسکونی در برزیل است که در ریو گرانده جنوبی واقع شده‌است. کارا ۸٬۳۵۰ نفر جمعیت دارد.